# نادية شفيق
نادية شَفيق (و 1962 م بالدار البيضاء) هي كاتبة وروائية مغربية، درست نادية شفيق في جامعة مونتريال وحصلت على الماجستير والدكتوراه. عملت محاضرة في الجامعة ذاتها لمدة عامين، ومن أشهر أعمالها الأكاديمية الرئيسية "روائية في المغرب" التي كتبتها عام 1988، وأخرى تحت عنوان "قراءة المغرب من خلال الفن الديني واللوحة الفرنسية من القرن 19"، والتي كتبتها عام 1998.وبعد تدريسها في جامعة "ابن طفيل في القنيطرة"، استأنفت حياتها المهنية في جامعة محمد الخامس في الرباط: حيث قامت بتدريس الأدب وتنظيم بعض الأنشطة الثقافية مثل ورش عمل الكتابة أو اللقاءات مع المؤلفين، كما نشرت قصصا قصيرة وثلاث روايات.وكانت أول مجموعة من القصص بعنوان"أيامنا العمياء"، بينما جاءت آخر مجموعة بعنوان "رأس الفلفل"وذلك في أبريل 2012، وبسبب تلك المجموعة تم ترشيحها للفوز بجائزة الأطلس العظيمة عام 2012 من قبل السفارة الفرنسية.ولقد كتب ناقد من المعهد الفرنسي بالمغرب تصريحا عن هذا الكتاب أسرد فيه: "شظايا كثيرة من الحياة تجلب شرف الوجود"

## كتبها
- ورشة الكتابة، ومختبر التعليميي الواسع، والعمل الاكاديمي 2013
- رأس الفلفل «قصص قصيرة» 2012
- أيامنا العمياء«قصص قصيرة»2005
- في ظل يوغرطة«رواية»2000-قصة حب بين امرأة فرنسية ورجل بربري
- سر الجن«رواية»-قصة رجل غيب
- بنات الريح«رواية»1995-الجنون ومصيبة أم عزباء

## مجموعات الكتب
- الربيع السابع والثلاثون، الاستماع للصمت، كلمات الصقيع، في الرمال والمحيط 2008
- الواضح- الغامص، نظرات لطفل 2003
- هذا البلد، لا تحلم، لؤلؤة في المحيط الاطلسي، الكتب المغربية، نص قصير 2001
- الوشم الأزرق، أخبار في المغرب 1999
- الاستماع للصمت، الشعر، مصادر في استعراض بيت الشعر، نامور رقم 18 عام 1997
- بين الكلاب والذئاب، مختارات من المغرب الجديد 1996
- رشاوي، الحرية 182، مونتريال كندا 1989